# Contea di Vigo
La contea di Vigo (in inglese Vigo County) è una contea dello Stato dell'Indiana, negli Stati Uniti. La popolazione al censimento del 2010 era di 107 848 abitanti. Il capoluogo di contea è Terre Haute.
Prende il nome dal mercante italiano Giuseppe Maria Francesco Vigo, che aiutò le forze rivoluzionarie nella Guerra d'indipendenza americana come informatore e finanziatore.